# Histoire de ma vie (George Sand)
 (août 2018).
Si vous disposez d'ouvrages ou d'articles de référence ou si vous connaissez des sites web de qualité traitant du thème abordé ici, merci de compléter l'article en donnant les références utiles à sa vérifiabilité et en les liant à la section « Notes et références ».

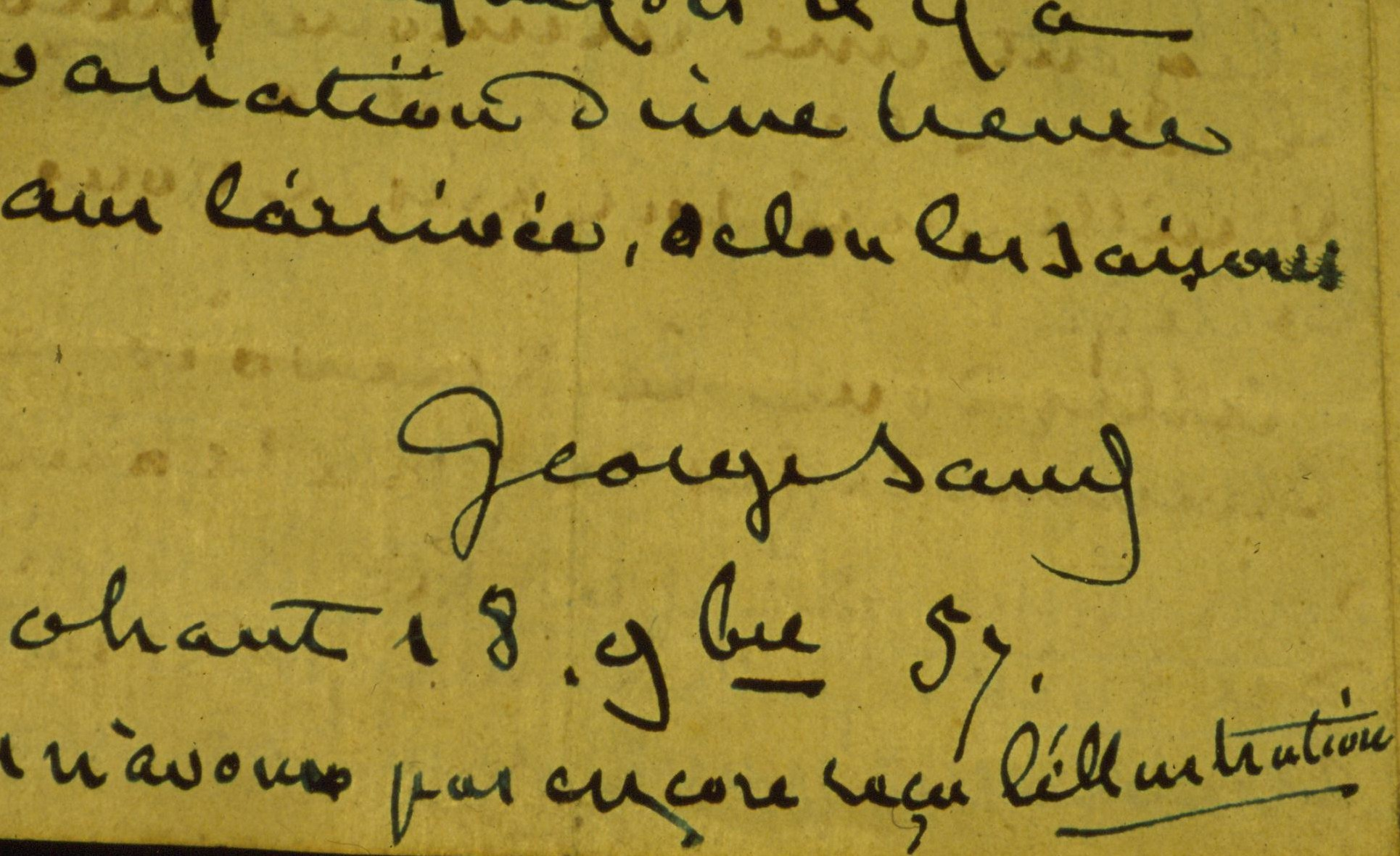
Signature d'une lettre de George Sand, 1857.

Histoire de ma vie est une autobiographie de George Sand publié en 1855. Écrit pendant sept ans, entre 1847 et 1854, cet ouvrage donne à lire un demi-siècle de l’existence de George Sand.

## Contextes
George Sand (1804-1876), se proclamait volontiers « fille d’un patricien et d’une bohémienne », une double appartenance qui a fortement façonné sa vie. Côté vie amoureuse, elle a eu les amants les plus célèbres (Aurélien de Sèze, Stéphane Ajasson de Grandsagne, Jules Sandeau, Alfred de Musset, Michel de Bourges, Chopin, Alexandre Monceau), et un mari pendant plusieurs années, Casimir Dudevant. Au fil du temps, elle est devenue une « femme illustre et extraordinaire », jouissant d’une notoriété certaine de son vivant. Son premier roman signé de son nom de plume, Indiana, paraît en 1832. On parle déjà « du plus beau roman de mœurs qu’on ait publié en France depuis vingt ans ». Elle publia en tout plus de 100 œuvres. Son œuvre romanesque, déjà considérable, ne doit pas masquer l’ampleur et la diversité de ses écrits : contes et nouvelles, pièces de théâtre, articles et critiques politiques, vingt-six volumes de correspondances, et des autobiographies (Journal intime en 1834, Sketches and hints en 1835 ; Entretiens journaliers avec le très docte et très habile docteur Pifföel, professeur de botanique et de psychologie, en 1837 ; Souvenirs de mars-avril 1848, puis le Journal de novembre-décembre 1851).
Parmi ces textes autobiographiques, on trouve Histoire de ma vie (1855). Ce recueil épistolaire, organisé autour d’une volonté autobiographique, a été en partie rédigé pour des raisons financières. Ce texte correspond à une tendance de l’époque. En effet, George Sand, forte de sa notoriété, est la destinataire de nombreuses lettres. Les correspondances, dans cette première moitié du XIXe siècle, sont en vogue (Chateaubriand, Stendhal, et Rousseau, qui a attiré les lecteurs). Cela tient à l’alphabétisation progressive du peuple français.
George Sand eut dès 1835, peu après sa rupture avec Alfred de Musset, le projet d’écrire ses mémoires. Elle les commença en 1847, et les abandonna en 1848, pour les reprendre et les achever cette fois-ci en 1855. Il ne s’agit pas d’une autobiographie véritable. Les dates et la succession des faits n’y sont pas respectées. Il ne fait aucun doute que Histoire de ma vie est un témoignage à valeur universelle. C’est un document social, et une histoire familiale, qui sera publié en dix volumes.
On peut y lire des sujets très variés comme la Révolution française, Napoléon, la passion de l’auteur pour les oiseaux, sa vie à Nohant et à Paris, et la place des serviteurs dans son ménage.

## Synopsis
Commencé en avril 1847, Histoire de ma vie parut tout d’abord en feuilleton dans La Presse en 1854. L'ouvrage est découpé en cinq parties.
Histoire d’une famille de Fontenoy à Marengo s’étend sur l’histoire et l'amour de sa famille paternelle, sa grand-mère, puis sur celle de son père qui avait été nommé aide de camp du prince Murat et qui était souvent absent. Avec l’appui des lettres de celui-ci, très largement remaniées par elle, Sand retrace ce passé.
Ensuite, Mes Premières Années (1800-1811) raconte l’histoire de ses parents, et ses propres débuts. Elle est née le 1er juillet 1804, au 15 de la rue Meslée à Paris. Le bonheur d’Amantine-Aurore-Lucile auprès de sa mère est retranscrit, ainsi que son attachement passionné à celle-ci. Ce deuxième chapitre relate également son voyage en Espagne avec le prince Murat. Puis suit l'épisode tragique de la mort d'Auguste, son frère, décédé à l'âge d'un mois, de la gale et de la chaleur d'Espagne. Une semaine après ce décès, le père devait décéder à son tour, mais de mort accidentelle, à cheval, alors qu'il servait au 1er régiment de hussards. Tout ceci plongea la famille dans une grande mélancolie.
De l’enfance à la jeunesse (1810-1819) explique ses relations ambiguës, faites d’attachements et de rejets, avec sa grand-mère (Marie-Aurore de Saxe), à laquelle elle fut présentée lorsqu’elle avait huit ou neuf mois. Les conflits entre les deux femmes sont retranscrits. Sophie Victoire (mère de George Sand), désespérée par la mort de son mari, ne voulait pas rester à Nohant, où Mme Dupin de Francueil (grand-mère de Sand) refusait de recevoir sa fille aînée, Caroline (demi-sœur d'Aurore). La grand-mère voulait par ailleurs garder auprès d’elle et éduquer sa petite-fille. Le conflit dura plusieurs mois. Ce fut un déchirement pour Aurore, très attachée à sa mère qui était son seul repère. Mme Dupin de Francueil avait les moyens d’offrir à l’enfant une éducation et un avenir. Elle devint ainsi l’unique tutrice d’Aurore. Ce chapitre raconte également la vie de l’écrivaine à Nohant avec Hyppolite (domestique à Nohant), son demi frère (père : Maurice Dupin, mère : Catherine Chatiron), et Deschartres, leur précepteur, qui leur donna une éducation peu orthodoxe. Aurore eut accès à sa bibliothèque. Elle étudiait la danse, le dessin et l'écriture. D'ailleurs sa grand-mère, femme des Lumières, se disait déiste et rejetait tous les dogmes et toutes les formes de religion. Ce troisième chapitre explique aussi son passage de trois ans au couvent, durant lequel elle apprit l'anglais et l'italien. Elle rentra le 12 janvier 1818 en cet endroit, où elle aurait pu passer sa vie.
Après, Du mysticisme à l’indépendance (1819-1832) rapporte ses années de couvent, qui prirent fin lorsque Mme Dupin de Francueil, alarmée, décida de l'en retirer et de la ramener à Nohant. Lorsqu'Aurore quitta le couvent au mois d’avril 1820, elle allait avoir seize ans. Ensuite, la santé déclinante de sa grand-mère, puis la mort de celle-ci, l'affectèrent beaucoup. Est également relatée sa grande liberté avec l’héritage de Nohant, lorsqu'elle n'avait que 17 ans. Cette liberté choqua profondément la bourgeoisie de l'époque. Ensuite, sa mère la ramena à Paris, et leurs relations conflictuelles commencèrent. Cette femme, voyant sa fille désespérée, ne pouvant retourner au couvent, ne lui permit d'emmener que quelques livres. Elle la persécutait. C'est dans ce climat qu'une idée de suicide a plané. De plus, y est rapporté son mariage. À 18 ans, lors d'un voyage qui devait durer une semaine, Aurore connut l'homme qui deviendra son mari, le seul capable de comprendre sa tristesse silencieuse. Elle resta à ses côtés cinq mois joyeux et amicaux. Casimir Dudevant lui demanda alors sa main. Après plusieurs ruptures, dues au mécontentement de la mère d'Aurore, le mariage eut finalement lieu le 17 septembre 1822. Au fil du temps, leur affection diminua, sans doute due à leur différence d'éducation. À 20 ans, elle s'occupe de son fils, et a un mariage mélancolique. Découvrant peu à peu le goût de George Sand pour les amusements, son mari devient agressif. La rencontre d'Aurelien de Sèze, son premier amant, lui fit reprendre goût à la vie. Une fille, Solange, est née dans un couple désuni (père : Stéphane Ajasson de Grandsagne ?). Après avoir renoué avec ses amis d'enfance, Casimir préféra boire. Ils firent chambre à part. C'est la faillite du mariage. Ils décidèrent d'un contrat d’indépendance, et elle partit pour Paris. C'est ainsi qu'elle eut les amants les plus célèbres, et la vie d'une femme libérée, chose difficile en 1825 (Jules Sandeau, Alfred de Musset, Michel de Bourges, Frédéric Chopin - avec qui elle resta 8 ans, jusqu'à la mort de celui-ci - et Alexandre Manceau).
Enfin, Vie littéraire et intime rend compte de la vie d’écrivaine de George Sand. Cette partie est un véritable condensé de sa vie littéraire, dans laquelle elle trouve l'inspiration aux côtés de Balzac - avec lequel elle prend son nom de plume, « George Sand ». Elle commence à publier de nombreuses œuvres dans lesquelles elle déchaîna toutes ses passions. D'ailleurs, elle nous offre quelques beaux portraits, qui sont à la limite des hagiographies. Elle devient sollicitée, célèbre, et admirée avec Indiana, en 1832. Elle commença une vie amoureuse faite de brèves et nombreuses histoires. Après la passion Musset, elle décida de se séparer réellement de son mari. Elle vécut une passion qui dura 9 longues années avec Chopin, qui prit fin avec les conflits provoqués par le désir de celui-ci pour Solange, la fille d'Aurore[réf. nécessaire]. De nombreux conflits avec ses enfants la firent s'éloigner avec l'homme qu'elle ne cessera jamais d'aimer, Alexandre Manceau.
Parmi tous ces rappels de moments si passionnés, elle s'interroge sur le devenir de la société, le rôle de la religion, la condition des femmes. Histoire de ma vie reste une œuvre retraçant un parcours admirable, d'une femme dans une vie difficile, d'une auteure dans une société dite plutôt « classique », de nouvelles idéologies trop rapidement rejetées.
La narration d’ensemble de cette œuvre démontre une organisation précise et linéaire. Elle rend compte, avec une agilité certaine, de toute l’évolution de l’auteure, des générations passés jusqu'à la sienne. Ceci est d’ailleurs la principale cause d’étonnement du public lors de ses premières parutions.

### Un rassemblement de générations
« Histoire de ma vie… avant ma naissance » : cette citation d’Armand de Pontmartin résume l’étonnement des lecteurs à la parution d’Histoire de ma vie. La place accordée aux correspondances de famille fut jugée excessive. Elle occupe toute la première partie et dix chapitres de la seconde (528 pages). Il convient tout de même de rappeler le caractère du « pacte autobiographique » de George Sand. En effet, elle emprunte certains effets de Rousseau. Sa démarche consiste à joindre le récit de sa vie à celui du destin de sa génération (« Toutes les existences sont solidaires les unes des autres, et tout être humain qui présenterait la sienne isolément, sans la rattacher à celle de ses semblables, n’offrirait qu’une énigme à débrouiller », p. 107). Il faut remarquer qu’elle met en place une véritable stratégie pour permettre aux lecteurs de lier sa vie décrite ici avec celle des générations passées. Elle invite tout d’abord le lecteur à s’identifier à l’autobiographe au nom de la solidarité universelle (« Échappez à l’oubli, vous tous qui avez en l’esprit autre chose que la notion bornée du présent isolé. Ecrivez votre histoire, vous tous qui avez compris votre vie et sondé votre cœur »). Ensuite, l’autobiographe use d’une narration historique (transcription de lettres datées) dans laquelle la romancière s’érige en héroïne. Cette seconde tâche est particulièrement importante dans la partie épistolaire d’Histoire de ma vie, consacrée à retracer l’histoire de son père et de sa famille (titre de la première partie : « Histoire d’une famille de Fontenoy à Marengo »). L’auteur insiste donc sur la solidarité des expériences, plus particulièrement entre parents et enfants (« J’affirme que je ne pourrais pas raconter ma vie sans avoir raconté et fait comprendre celle de mes parents »).

### Un «je» sandien
Dans Les Confessions de Rousseau, le « je » dans l’autobiographie détient une identité héroïque. Dès le préambule, il caractérise la transparence de l’autobiographe. Rien de semblable dans Histoire de ma vie : le « je » (différent du « moi » qui représente Aurore Dupin) n’a pas d’identité. Il n’existe pas seul. Il détient uniquement le statut de régisseur de l’énonciation. Ce « je » n’a pour seule identité que d’être lui-même, c’est-à-dire l’instance de l’écriture, ce qui est évidemment différent de l’énonciation rousseauiste. Ainsi, cette œuvre lance un débat philosophique et poétique avec Rousseau sur les moyens et les fins de l’autobiographie. En résumé, l’œuvre de George Sand démontre bien sa volonté de centrer l’énonciation sur le « je », et non pas sur le « moi » (Aurore Dupin). George Sand démontre comment elle est devenue elle-même, en prenant une position antérieure, donc différente de celle qu’elle est lorsqu’elle écrit. On peut alors se demander qui est ce je qui dit « je » ?

### Une écriture féminine atypique
Ensuite, on peut dire que George Sand, bénéficiaire d’une éducation et d’une enfance atypiques, ne s’est pas laissé enfermer dans une féminité de convention. Les titres (Mes Premières Années, De l’enfance à la jeunesse), semblent reprendre des découpages attendus. Seulement, Sand est née en 1804 ; elle va faire intervenir sa naissance à la fin du chapitre VII. Sand manifeste donc une nouvelle conception du sujet individuel, dont l’histoire commence bien avant la naissance.
Auteur féminin, elle nous montre une transparence de la notion de première injustice de Rousseau, lors de l’enfance (« On nous apprenait aussi des prières. Je me souviens que je les récitais sans broncher d’un bout à l’autre, et sans rien y comprendre, excepté les mots qu’on nous faisait dire quand nous avions la tête sur le même oreiller : Mon dieu, je vous donne mon cœur »). C’est ainsi que, pareil à Rousseau, les premières bêtises arrivent, la montrant comme le diable du couvent. Histoire de ma vie renouvelle la vision de l’enfance. Sa position de femme lui donne l’avantage de se mettre en retrait par rapport aux modèles masculins, et de montrer son intérêt envers la petite enfance. Seulement, elle constitue également une barrière pour les lecteurs masculins. Ici, nous remarquons une caractéristique supplémentaire faisant de Histoire de ma vie une autobiographie s’éloignant du modèle rousseauiste des Confessions, qui faisait référence.
On pourrait ainsi dire que Histoire de ma vie est un « documentaire de faits historiques et familiaux ». Doté d’une énonciation particulière, qui fait objet d’un débat actif, Histoire de ma vie de George Sand s’écarte du modèle rousseauiste des Confessions. Ainsi, George Sand est la première autobiographe féminine à écrire, tout en mettant en avant l’enfance. Elle précède Nathalie Sarraute (Enfance), Colette… et beaucoup d’autres qui prendront exemple.

## Édition française
- George Sand, Histoire de ma vie, t. I à XX, Paris, V. Lecou, 1854-1855 (lire en ligne)
- George Sand - Histoire de ma vie, Édition de Martine Reid, texte intégral, Collection Quarto, Gallimard, parution : 22-04-2004, 1664 pages, 104 ill.  (ISBN 9782070728848).
- George Sand, Histoire de ma vie (extraits), Paris, Le Livre de Poche, coll. « Classique de poche », 2004, 863 p. (EAN 9782253161165).
- George Sand, Histoire de ma vie (extraits), Jean de Bonnot, 2004, 468 p.